# Dicrossus
Dicrossus – rodzaj słodkowodnych ryb okoniokształtnych z rodziny pielęgnicowatych (Cichlidae).
Występowanie: Ameryka Południowa (dorzecze Amazonki i Orinoko).

## Klasyfikacja
Gatunki zaliczane do tego rodzaju:
- Dicrossus filamentosus (Ladiges, 1958) – pielęgniczka kratkowana[3][a]
- Dicrossus foirni Römer, Hahn & Vergara, 2010
- Dicrossus gladicauda Schindler & Staeck, 2008
- Dicrossus maculatus Steindachner, 1875
- Dicrossus warzeli Römer, Hahn & Vergara, 2010